# 曼努埃尔·帕索斯
曼努埃尔·帕索斯·冈萨雷斯（西班牙語：Manuel Pazos González，1930年3月17日—2019年5月24日），西班牙职业足球运动员，司职守门员。

## 生平
帕索斯出生于坎瓦多斯，曾效力于皇家維戈塞爾塔俱樂部，皇家马德里足球俱乐部，靴高斯足球會，马德里竞技俱乐部和埃尔切足球俱乐部。
2019年5月24日，帕索斯去世，享年89岁。